# 华南理工大学公共政策研究院
华南理工大学公共政策研究院是华南理工大学的直属研究机构，主要关注中国的体制改革、社会政策、中国话语权与国际关系等问题。

## 历史沿革
2012年1月，华工校友、广州昊源集团董事长莫道明出资5000万元，与华南理工大学共建公共政策研究院，并聘请中国问题专家郑永年担任学术委员会主席和研究院首席专家。2015年，被认定为中国国家高端智库。2017年，入选《中国智库综合评价AMI研究报告（2017）》的核心智库榜单。

## 组织架构
- 学术委员会
- 国际顾问委员会
- 行政中心
- 传播中心
- 国家治理研究中心
- 经济政策研究中心
- 社会政策研究中心
- 外交政策研究中心

## 重要人物
- 张锋：公共政策研究院执行院长，曾任澳大利亚国立大学科拉尔·贝尔亚太事务学院（英语：Coral Bell School of Asia Pacific Affairs）副院长
- 莫道明：公共政策研究院理事会理事长，广东省政协委员，广州昊源集团董事长、广东实验中学附属天河学校董事长
- 郑永年：公共政策研究院学术委员会主席，曾任新加坡国立大学东亚研究所主任[3]

## 荣誉/客座教授
公共政策研究院采用“聘用制”在全球招聘各类研究人员，并聘请王赓武、傅高义、彼得·諾蘭、杜维明、余光中、陈志武、Kjeld Erik Brødsgaard等知名学者担任荣誉教授或客座教授。